# کارو پاریسیان
کاراپت "کارو" پاریسیان (ارمنی: Կարապետ Փարիզյան؛ انگلیسی: Karapet "Karo" Parisyan؛ زادهٔ ۲۸ اوت ۱۹۸۲) جودوکار اهل ارمنستان-ایالات متحده آمریکا است که در مسابقات بین‌المللی موفق به کسب سه مدال طلا و یک مدال نقره شده‌است.

## زندگی‌نامه
وی در ۲۸ اوت ۱۹۸۲ در ایروان به دنیا آمد .